# Anabisetia

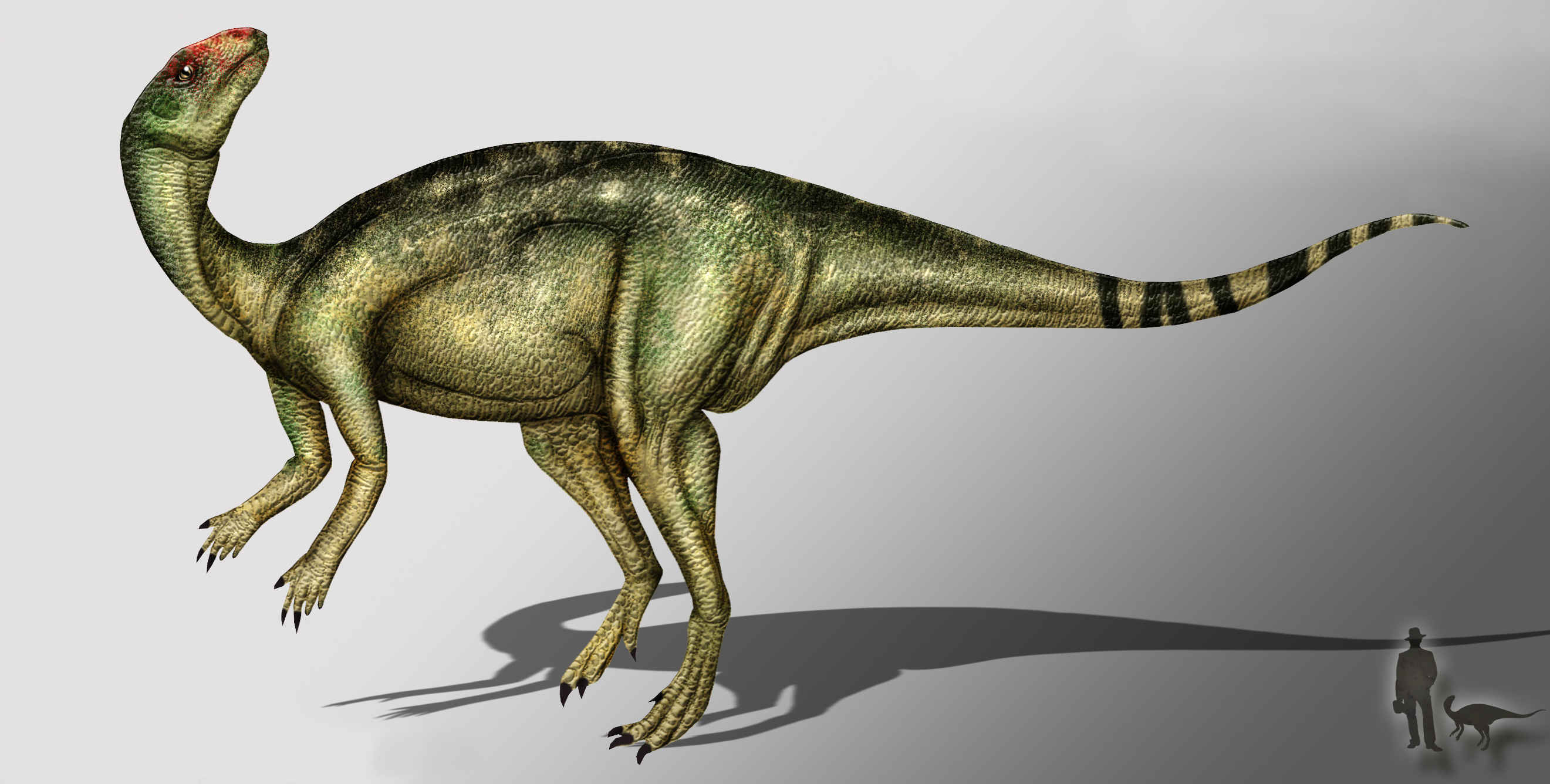
Lebendrekonstruktion

 Anabisetia  ist eine Gattung basaler ornithopoder Dinosaurier aus der frühen Oberkreide Argentiniens. Diese Gattung ist durch vier fragmentarische Skelette bekannt, die aus der Lisandro-Formation in der Provinz Neuquén stammen. Anabisetia wurde 2002 mit der einzigen Art Anabisetia saldiviai wissenschaftlich beschrieben. Es handelte sich um einen kleinen, etwa zwei Meter langen zweibeinigen Pflanzenfresser.

## Merkmale
Wenige fragmentarische Schädelknochen sind lediglich beim Holotyp-Exemplar erhalten geblieben und schließen Fragmente des Oberkiefers (Maxilla), Unterkiefer (Dentale) und einen unvollständigen Hirnschädel ein. Die Zähne des Unterkiefers zeigen konvexe Zahnkronen. Im Oberkiefer ist nur ein einziger vollständiger, blattartiger Zahn erhalten, welcher einen Kamm auf der labialen Seite zeigt – ein von Euiguanodontiern bekanntes Merkmal.
Das Postkranium (Skelett ohne Schädel) ist, beachtet man alle vier Funde, fast komplett bekannt. Von allen anderen Ornithopoden zeichnet sich Anabisetia durch verschiedene anatomische Merkmale (Autapomorphien) aus: Beispielsweise war der fünfte Mittelhandknochen (Metacarpal) abgeflacht, das Schulterblatt (Scapula) zeigt einen sehr ausgeprägten Acromialprozess, und das Darmbein (Ilium) weist einen Präacetabularprozess auf, der mehr als halb so lang war wie die Gesamtlänge des Darmbeins.

## Systematik
Die Beschreiber dieser Gattung (Coria und Calvo, 2002) stellten Anabisetia zu den Euiguanodontia innerhalb der Iguanodontia. Sie geben an, dass Anabisetia fortgeschrittener sei als Thescelosaurus und einige Merkmale mit den Dryomorpha gemeinsam hat, zu denen unter anderem Dryosaurus, Camptosaurus und Iguanodon gehören. Als die am engsten verwandte Gattung gilt Gasparinisaura, welche ebenfalls aus Patagonien stammt, jedoch kleiner und geologisch jünger ist als Anabisetia. Nach Ansicht dieser Forscher könnte Anabisetia mit Gasparinisaura eine neue monophyletische Gruppe basaler Iguanodontia gebildet haben, die auf Südamerika beschränkt war. Alternativ könnte Anabisetia ein Schwestertaxon der Dryomorpha gewesen sein. Norman und Kollegen (2004) jedoch fanden Anabisetia und Gasparinisaura deutlich primitiver und stellten sie außerhalb der Iguanodontia, aber innerhalb der Euornithopoda. Butler und Kollegen (2008) stellen Anabisetia lediglich zu den Ornithopoda.

## Fund und Namensgebung
1993 entdeckte der Farmer Roberto Saldivia einige Knochenfragmente in Cerro Bayo Mesa, einer Lokalität 30 km südlich von Plaza Huincul. Saldivia übergab die Funde an das Museo Carmen Funes, was zur Entdeckung von vier unvollständigen Skeletten führte. 2002 beschrieben Rodolfo Coria und Jorge Calvo die Funde als neue Gattung ornithopoder Dinosaurier, die sie Anabisetia nannten. Der Name Anabisetia ehrt Ana M. Biset, eine Archäologin der Direccion General de Cultura de Neuquén, die entscheidend zur Gesetzgebung der Provinz in Bezug auf Fossilien beitrug. Der Artname saldiviai ehrt Roberto Saldivia, der die ersten Fossilien entdeckte und bei den Ausgrabungen geholfen hatte. Die Skelette werden heute im Museo Carmen Funes in Plaza Huincul aufbewahrt.
Stratigraphisch stammen die Funde aus der Lisandro-Formation, einem Schichtglied der Neuquén-Gruppe. Sie sind etwa 95 bis 92 Millionen Jahre alt (spätes Cenomanium bis frühes Turonium). Das Holotyp-Exemplar (Exemplarnummer MCF-PVPH-74) ist das am vollständigsten erhaltene Skelett und besteht neben wenigen Schädelknochen unter anderem aus dem kompletten linken Schultergürtel mit Arm und Hand, dem fast vollständigen linken Hinterbein inklusive Fuß, größtenteils unvollständigen Wirbeln (vier Halswirbel, vier Rückenwirbel, vier Kreuzbeinwirbel, zwölf Schwanzwirbel), sowie dem Rabenbein (Coracoid). Ein anderes Skelett, Exemplarnummer MCF-PVPH-75, setzt sich unter anderem aus einigen Wirbelfragmenten, beiden Schulterblättern, einigen Beckenknochen, Beinknochen und Fußknochen zusammen. Ein drittes Skelett, Exemplarnummer MCF-PVPH-76, zeigt neben Wirbelfragmenten das komplette rechte Schulterblatt und rechte Becken, Beinknochen, und zwei Fußknochen. Das vierte Skelett, Exemplarnummer MCF-PVPH-77, derweil besteht aus dem Großteil eines artikulierten Schwanzes, Schulterblatt, Oberarmknochen und Fuß.